# Rio Lambo
O rio Lambo tem as suas nascentes na Freguesia de São João de Ver. Essas nascentes são: Pinhal do Conde e Monte Corujeira. As nascentes têm 2 percursos diferentes, sendo o de mais caudal apelidado de "Rio das Marridas" que nasce no Monte Corujeira perto da capela da Senhora da Hora (São João de Ver) , num local outrora apelidado de "Fonte das 7 Bicas" passando pela "Fonte da Levezinha" e lugares de Giesteira, Paçô, Outeiro, Gondufe e lugar de Ameal (Santa Maria da Feira). O percurso da outra nascente começa no monte do "Pinhal do Conde" passando próximo da Junta de Freguesia seguindo pelos lugares de São João, Paçô, São Bento e Gondufe. A junção dessas duas nascentes acontece no lugar da Remolha e daí é que formam o Rio Lambo que vai desaguar à Barrinha de Esmoriz (Ovar). O percurso do início do Rio Lambo após a junção das nascentes descrita anteriormente: Remolha, atravessa o Europarque (Espargo - Santa Maria da Feira)  e toda a freguesia de Espargo (Santa Maria da Feira) seguindo para o concelho de Ovar pelas freguesias de Arada (Fonte do Estanislau - "Estrenilau"), Maceda, Cortegaça. 
Nas freguesias de Maceda e Arada, até ao atual conhecimento, o rio tem a designação tradicional de Rio Lourido, surgindo, assim, muitas vezes mencionado em conversas banais e em quadras populares, como cânticos, prosas e citações de, por exemplo, antigas lavadeiras do rio.

O rio sofre com a poluição.